# Progomphus
Progomphus is een geslacht van libellen (Odonata) uit de familie van de rombouten (Gomphidae).

## Soorten
Progomphus omvat 69 soorten:
- Progomphus abbreviatus Belle, 1973
- Progomphus aberrans Belle, 1973
- Progomphus adaptatus Belle, 1973
- Progomphus alachuensis Byers, 1939
- Progomphus amarillus Tennessen, 1992
- Progomphus amazonicus Belle, 1973
- Progomphus angeloi Belle, 1994
- Progomphus anomalus Belle, 1973
- Progomphus approximatus Belle, 1966
- Progomphus auropictus Ris, 1911
- Progomphus australis Belle, 1973
- Progomphus basalis Belle, 1994
- Progomphus basistictus Ris, 1911
- Progomphus bellei Knopf & Tennessen, 1980
- Progomphus belyshevi Belle, 1991
- Progomphus bidentatus Belle, 1994
- Progomphus boliviensis Belle, 1973
- Progomphus borealis McLachlan in Selys, 1873
- Progomphus brachycnemis Needham, 1944
- Progomphus clendoni  Calvert, 1905
- Progomphus complicatus Selys, 1854
- Progomphus conjectus Belle, 1966
- Progomphus costalis Hagen in Selys, 1854
- Progomphus delicatus Belle, 1973
- Progomphus dorsopallidus Byers, 1934
- Progomphus elegans Belle, 1973
- Progomphus fassli Belle, 1973
- Progomphus flinti Belle, 1975
- Progomphus formalis Belle, 1973
- Progomphus geijskesi  Needham, 1944
- Progomphus gracilis Hagen in Selys, 1854
- Progomphus guyanensis Belle, 1966
- Progomphus herrerae Needham & Etcheverry, 1956
- Progomphus incurvatus Belle, 1973
- Progomphus integer Hagen in Selys, 1878
- Progomphus intricatus Hagen in Selys, 1858
- Progomphus joergenseni Ris, 1908
- Progomphus kimminsi Belle, 1973
- Progomphus lambertoi Novelo-Gutiérrez, 2007
- Progomphus lepidus Ris, 1911
- Progomphus longistigma Ris, 1918
- Progomphus maculatus Belle, 1984
- Progomphus marcelae Novelo-Gutiérrez, 2007
- Progomphus mexicanus Belle, 1973
- Progomphus microcephalus Belle, 1994
- Progomphus montanus Belle, 1973
- Progomphus nervis Belle, 1973
- Progomphus nigellus Belle, 1990
- Progomphus obscurus (Rambur, 1842)
- Progomphus occidentalis Belle, 1983
- Progomphus perithemoides Belle, 1980
- Progomphus perpusillus Ris, 1918
- Progomphus phyllochromus Ris, 1918
- Progomphus pijpersi Belle, 1966
- Progomphus polygonus Selys, 1879
- Progomphus pygmaeus Selys, 1873
- Progomphus racenisi De Marmels, 1983
- Progomphus recticarinatus Calvert, 1909
- Progomphus recurvatus Ris, 1911
- Progomphus risi Williamson, 1920
- Progomphus serenus Hagen in Selys, 1878
- Progomphus superbus Belle, 1973
- Progomphus tantillus Belle, 1973
- Progomphus tennesseni Daigle, 1996
- Progomphus tibialis Belle, 1973
- Progomphus victor St. Quentin, 1973
- Progomphus virginiae Belle, 1973
- Progomphus zephyrus Needham, 1941
- Progomphus zonatus Hagen in Selys, 1854